# استپان کامساراکان
استپان اوهانجانی کامساراکان (ارمنی: Ստեփան Օհանջանի Կամսարական؛ زادهٔ ۱۸۷۳ - درگذشته ۱۹۵۵) سیاستمدار اهل ارمنستان بود که  سمت وزارت کشاورزی ارمنستان را برعهده داشت.

## زندگی‌نامه
در ۱۸۷۳ در  به دنیا آمد   وی پس از یک دوره طولانی بیماری در ۱۹۵۵ در سن ۸۲ سالگی درگذشت